# Coppa Città di Enna 1966

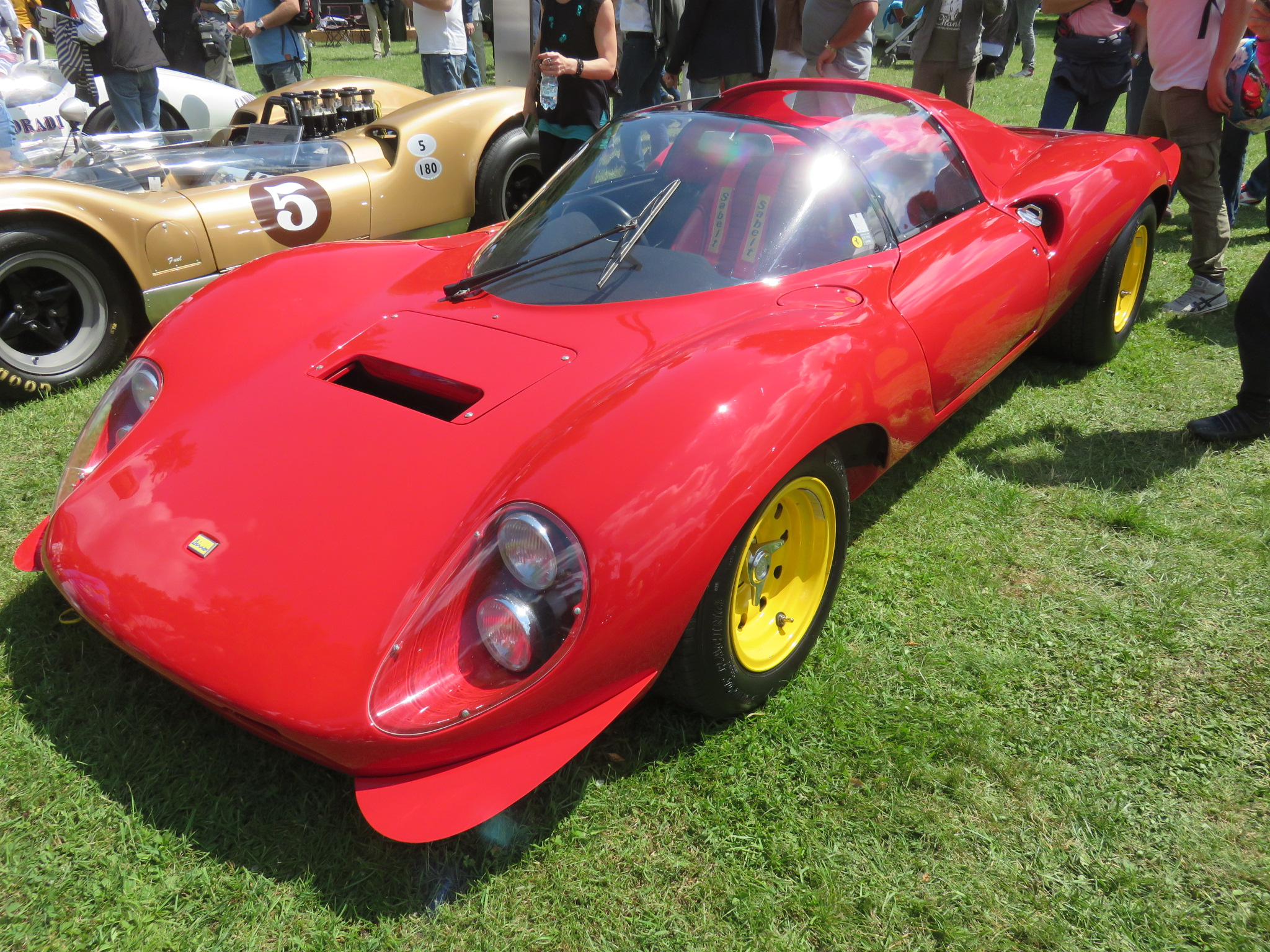
Ferrari Dino 206S

Die Coppa Città di Enna 1966, auch VI. Coppa Città di Enna, Pergusa, fand am 7. August auf dem Autodromo di Pergusa in Enna auf Sizilien statt und war der 9. Wertungslauf der Sportwagen-Weltmeisterschaft dieses Jahres.

## Das Rennen
Zum fünften Mal nach 1962 zählte die Rennveranstaltung in Enna zur Sportwagen-Weltmeisterschaft. 1962 gewannen Marsilio Pasotti und Giancarlo Scotti auf einem Fiat-Abarth 1000. Im Jahr danach siegte Romano Perdomi, der ebenfalls einen Fiat-Abarth 1000 fuhr. Das Rennen 1964 endete mit einem Erfolg von Hans Herrmann auf einem Abarth-Simca 2000 GT. 1965 gab es durch Mario Casoni, der einen 250LM steuerte, den ersten Ferrari-Sieg.
Auch 1966 war ein Ferrari-Pilot der Favorit auf den Gesamtsieg. Lokalmatador Nino Vaccarella bestritt das Rennen auf einem Werks-Ferrari Dino 206S. Im Rennen fiel er nach einem Wagenbrand aus, sodass Marsilio Pasotti, der ebenfalls einen Dino 206S fuhr, seinen zweiten Coppa-Erfolg feierte. Im Ziel hatte er 14 Sekunden Vorsprung auf den Schweizer Charles Vögele, der auf einem Porsche 906 seine beste Platzierung bei einem Weltmeisterschaftslauf einfuhr.
Überschattet wurde das Rennen vom tödlichen Unfall des sizilianischen Rennfahrers Franco Lo Dico. Lo Dico steuerte einen Alfa Romeo Giulia TZ und kam in der siebten Runde bei einem Überholmanöver von der Strecke ab. Mit schweren Verletzungen wurde er in ein Krankenhaus in Enna gebracht, wo er kurz nach dem Eintreffen starb.

## Ergebnisse

### Schlussklassement
| 1               | P 2.0   | 64 | Scuderia Brescia       | Marsilio Pasotti       | Ferrari Dino 206S          | 70 |
| 2               | S + 1.6 | 50 | Charles Vögele         | Charles Vögele         | Porsche 906                | 70 |
| 3               | S 1.3   | 22 |                        | Alfio Gambero          | Abarth 1300 OT             | 64 |
| 4               | S 1.6   | 38 |                        | Romano Martini         | Alfa Romeo Giulia TZ2      | 64 |
| 5               | S 1.3   | 26 |                        | Giuseppe Rebaudi       | Abarth 1300 OT             | 61 |
| 6               | S 1.0   | 8  |                        | Francesco Patané       | Fiat-Abarth 1000S          | 58 |
| 7               | S 1.0   | 12 |                        | Maurizio Pinchetti     | Fiat-Abarth 1000S          | 57 |
| 8               | S 1.6   | 46 |                        | Pietro Lo Piccolo      | Alfa Romeo Giulia TZ       | 57 |
| 9               | S 1.3   | 28 |                        | Salvatore Maggiore     | Abarth-Simca 1300 Bialbero | 54 |
| 10              | P 2.0   | 66 |                        | Pietro Termini         | Maserati 200S              | 53 |
| 11              | S 1.3   | 24 |                        | Luigi Taramazzo        | Abarth 1300 OT             | 51 |
| Nicht klassiert |         |    |                        |                        |                            |    |
| 12              | S + 1.6 | 54 | Scuderia Brescia Corse | Mario Casoni           | Ford GT40                  | 47 |
| 13              | S 1.0   | 2  |                        | Mariano Moselli        | Fiat-Abarth 1000S          | 42 |
| Ausgefallen     |         |    |                        |                        |                            |    |
| 14              | S 1.0   | 6  |                        | de Luca                | Fiat-Abarth 1000S          |    |
| 15              | S 1.0   | 10 |                        | Gian-Battista Mainetti | Fiat-Abarth 1000S          |    |
| 16              | S 1.0   | 14 |                        | „Lubeck“               | Fiat-Abarth 1000S          |    |
| 17              | S 1.3   | 18 |                        | Giulio Bona            | Abarth 1300 OT             |    |
| 18              | S 1.6   | 40 | Scuderia Pegaso        | Franco Lo Dico         | Alfa Romeo Giulia TZ       |    |
| 19              | S + 1.6 | 56 |                        | Sebastiano Andolina    | Abarth-Simca 2000SP        |    |
| 20              | S + 1.6 | 58 |                        | Bartolomeo Donato      | Ferrari 250LM              |    |
| 21              | P 2.0   | 60 |                        | Giorgio Cavaliere      | Porsche 718 RSK            |    |
| 22              | P 2.0   | 62 | Ferrari                | Nino Vaccarella        | Ferrari Dino 206S          |    |
| Nicht gestartet |         |    |                        |                        |                            |    |
| 23              | P 2.0   | 42 |                        | „Paf“                  | Alfa Romeo Giulia TZ       | 1  |

1 nicht gestartet

### Nur in der Meldeliste
Hier finden sich Teams, Fahrer und Fahrzeuge, die ursprünglich für das Rennen gemeldet waren, aber aus den unterschiedlichsten Gründen daran nicht teilnahmen.
| Pos. | Klasse  | Nr. | Team | Fahrer                | Chassis                    |
| ---- | ------- | --- | ---- | --------------------- | -------------------------- |
| 24   | S 1.3   |     |      | Vito Tipa             | Abarth-Simca 1300 Bialbero |
| 25   | S + 1.6 |     |      |                       | Ford GT40                  |
| 26   | S + 1.6 |     |      | Adriano Reale         | Ferrari 250 GTO            |
| 27   | S 1.6   |     |      | Girolamo Capra        | Alfa Romeo Giulia TZ       |
| 28   | S 1.3   |     |      | Stefano Alongi        | Fiat-Abarth 1300           |
| 29   | S 1.3   |     |      | Giuseppe Virgilio     | Abarth 1300 OT             |
| 30   | S 1.0   |     |      | Mariano Spadafora     | Fiat-Abarth 1000S          |
| 31   | S 1.3   |     |      | Clemente Avventurieri | Abarth-Simca 1300 Bialbero |

### Klassensieger
| Klasse  | Fahrer           | Fahrzeug              | Platzierung im Gesamtklassement |
| ------- | ---------------- | --------------------- | ------------------------------- |
| P 2.0   | Marsilio Pasotti | Ferrari Dino 206S     | Gesamtsieg                      |
| S + 1.6 | Charles Vögele   | Porsche 906           | Rang 2                          |
| S 1.6   | Romano Martini   | Alfa Romeo Giulia TZ2 | Rang 4                          |
| S 1.3   | Alfio Gambero    | Abarth 1300 OT        | Rang 3                          |
| S 1.0   | Francesco Patané | Fiat-Abarth 1000S     | Rang 6                          |

### Renndaten
- Gemeldet: 31
- Gestartet: 22
- Gewertet: 11
- Rennklassen: 5
- Zuschauer: unbekannt
- Wetter am Renntag: heiß und trocken
- Streckenlänge: 4,798 km
- Fahrzeit des Siegerteams: 1:41:17,100 Stunden
- Gesamtrunden des Siegerteams: 70
- Gesamtdistanz des Siegerteams: 335,790 km
- Siegerschnitt: 198,921 km/h
- Pole Position: Mario Casoni – Ford GT40 (#54) – 1:20,500 = 214,524 km/h
- Schnellste Rennrunde: Mario Casoni – Ford GT40 (#54) – 1:17,400 = 223,116 km/h
- Rennserie: 9. Lauf zur Sportwagen-Weltmeisterschaft 1966